# (464032) 2014 WS138
(464032) 2014 WS138 es un asteroide perteneciente al cinturón de asteroides, descubierto el 20 de octubre de 2003 por el equipo Spacewatch desde el Observatorio Nacional de Kitt Peak (Arizona, Estados Unidos).